# Ki mit tud? (1968)

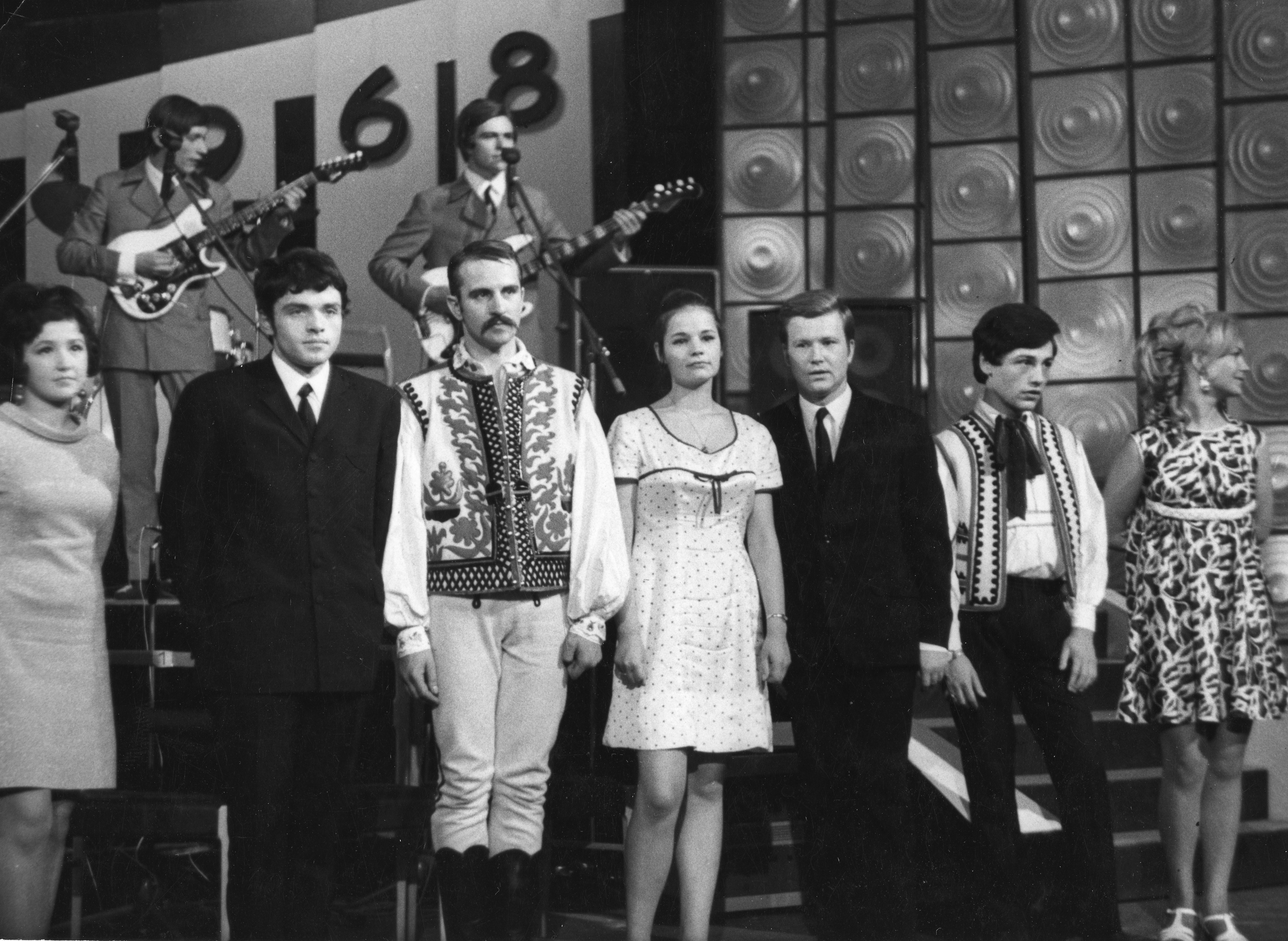
Az 1968-as Ki mit tud? 3. középdöntője: Kincses Veronika, Bene Győző, a Mecsek táncegyüttes képviselője, Nagy Zsuzsa, Gálvölgyi János, Fenyő Miklós (Hungária együttes), Monyók Ildikó

A Ki mit tud? a Magyar Televízió kulturális tehetségkutató műsorának negyedik kiadása, amelyet 1968. április 25. és június 29. között rendeztek meg a budapesti Bolgár Kultúrotthonban (a mai Bolgár Művelődési Ház).
A műsorvezető Megyeri Károly volt, aki harmadik alkalommal vezette az adást. A győztesek között volt a Tolcsvai-trió, Kincses Veronika későbbi operaénekes, az ekkor még 14 éves Schiff András zongoraművész, a Hungária együttes, valamint az egyéb kategóriában három győztes(!) között Gálvögyi János és az ismétlő Bóbita bábegyüttes is. De itt tűnt fel a Neoton együttes és Ernyei László harmonikaművész is.
A döntős versmondók közül később többen (Galkó Balázs, Szegvári Menyhért és Monyók Ildikó) a színészi pályát választották. Monyók Ildikó indult táncdal kategóriában is, ott a középdöntőig jutott. Itt tűnt fel Budai Ilona, az 1970-es Röpülj, páva egyik nyertese, később többszörösen díjazott népdalénekes.
Ugyancsak ezen a Ki mit tud?-on szerepelt Várkonyi Mátyással a Zé-Gé illetve a Soltész Rezsővel (és abban az időszakban Novai Gáborral) felálló Rangers zenekar. Előbbi a Generál egyik elődzenekara volt, utóbbi a KI mit tud? után Corvina néven vált ismertté (Zé-Gé  középdöntős lett, a Rangers a döntőig jutott).
A műsor szerkesztője Karácsondi Miklós, rendezője Pauló Lajos volt.

## Az évad áttekintése
A vetélkedőre több mint 50 ezren jelentkeztek, ami új rekord volt a műsor történetében. Csak Budapesten 1220-an jelentkeztek összesen 424 műsorszámmal, amelyet négy fővárosi művelődési házban előzsűriztek. Ebből legtöbben a versmondók (106 jelentkező) és a könnyűzenészek (91 énekes és 35 zenekar) voltak.
Az 1968 április 8.-án kezdődött országos válogatóra 600 produkció jutott el, amely után 90 produkció került a televízió képernyője elé. Már a harmadik elődöntő után több mint 100 ezer szavazat érkezett az előadókra, amely akkor rekord volt a Ki mit tud?-ok történetében.
A vetélkedő öt elődöntőből, három középdöntőből és két estén rendezett döntőből állt (az ún. kamaraműfajok az országos válogató után egyből a televíziós döntőbe kerültek). Az így tervezett első döntőn három, a második estén hét kategóriából kerültek ki a győztesek. Ők utazást nyertek Bulgáriába, a Szófiában megrendezésre kerülő IX. Világifjúsági Találkozóra.

### Döntők
| #                                | Versenyzők                                                     | Kategória           | Eredmény |
| -------------------------------- | -------------------------------------------------------------- | ------------------- | -------- |
| Döntő I. rész – 1968. június 23. |                                                                |                     |          |
| 1                                | Madách Imre Gimnázium Thália irodalmi színpada (Budapest)      | Irodalmi színpad    | Döntős   |
| 2                                | Fokla irodalmi színpad (Őriszentpéter)                         | Irodalmi színpad    | Döntős   |
| 3                                | Kertészeti és Szőlészeti Főiskola irodalmi színpada (Budapest) | Irodalmi színpad    | Győztes  |
| 4                                | Ifjúsági irodalmi színpad (Győr)                               | Irodalmi színpad    | Döntős   |
| 5                                | Belvárosi irodalmi színpad (Budapest)                          | Irodalmi színpad    | Döntős   |
| 6                                | Veres Pálné Gimnázium kamarakórusa (Budapest)                  | Kamarakórus         | Győztes  |
| 7                                | Anonymus kamarakórus (Budapest)                                | Kamarakórus         | Döntős   |
| 8                                | Óbudai leánykamarakórus (Budapest)                             | Kamarakórus         | Döntős   |
| 9                                | KISZ-kamarakórus (Jászberény)                                  | Kamarakórus         | Döntős   |
| 10                               | Tolcsvai-trió                                                  | Pol-beat, folk-beat | Győztes  |
| 11                               | Memento együttes                                               | Pol-beat, folk-beat | Döntős   |
| 12                               | Oroszi Péter                                                   | Pol-beat, folk-beat | Döntős   |

| #                                 | Versenyzők                                                   | Kategória       | Eredmény |
| --------------------------------- | ------------------------------------------------------------ | --------------- | -------- |
| Döntő II. rész – 1968. június 29. |                                                              |                 |          |
| 1                                 | Galkó Balázs                                                 | Versmondás      | Döntős   |
| 2                                 | Szegvári Menyhért                                            | Versmondás      | Döntős   |
| 3                                 | Nagy Zsuzsanna                                               | Versmondás      | Győztes  |
| 4                                 | Monyók Ildikó                                                | Versmondás      | Döntős   |
| 5                                 | Alberty Anna                                                 | Ének            | Döntős   |
| 6                                 | Sprituálé-kvartett                                           | Ének            | Döntős   |
| 7                                 | Kincses Veronika                                             | Ének            | Győztes  |
| 8                                 | Schiff András (zongora)                                      | Hangszeres zene | Győztes  |
| 9                                 | Albinoni kamarazenekar                                       | Hangszeres zene | Döntős   |
| 10                                | Ernyei László (tangóharmónika)                               | Hangszeres zene | Döntős   |
| 11                                | Magyar Néphadsereg zenei szakközépiskola rézfúvós-szextettje | Hangszeres zene | Döntős   |
| 12                                | Bálint-trió                                                  | Tánczene        | Döntős   |
| 13                                | Neoton tánczenekar                                           | Tánczene        | Döntős   |
| 14                                | Hungária tánczenekar                                         | Tánczene        | Győztes  |
| 15                                | Rangers                                                      | Tánczene        | Döntős   |
| 16                                | Szendrei László                                              | Táncdal         | Döntős   |
| 17                                | Bene Győző                                                   | Táncdal         | Győztes  |
| 18                                | Gödöllői Agrártudományi Egyetem táncegyüttese                | Tánc            | Döntős   |
| 19                                | Mecsek táncegyüttes (Pécs)                                   | Tánc            | Döntős   |
| 20                                | Törekvés táncegyüttes (Budapest)                             | Tánc            | Győztes  |
| 21                                | Sáfrán István (kerékpáros akrobata)                          | Egyéb           | Győztes  |
| 22                                | Gálvölgyi János (parodista)                                  | Egyéb           | Győztes  |
| 23                                | Bóbita bábegyüttes                                           | Egyéb           | Győztes  |
| 24                                | Astra bábegyüttes                                            | Egyéb           | Döntős   |

## Érdekességek
- Már az első elődöntőben összekerült a Hungária együttes és a Neoton.[1] A Neoton zsűri döntéssel, a Hungária közönségszavazással ment tovább.[17] Legközelebb a döntőben találkoztak és ott a Hungária nyert az előzőekhez képest kissé népiesebb dalukkal.
- Hungária együttes Ki mit tud?-on előadott számai: Csavard fel a szőnyeget! / Ha szól a Rock and roll / Nem bújok én többé már a subába.[18][19]
- Neoton Ki mit tud?-on előadott számai: Nekem eddig Bach volt mindenem / Ha érteném, mit mond a szél.
- A Neoton a Ki mit tud?-ra készen volt a Kell, hogy várj című számmal, de Pásztor László nem tartotta Ki mit tud?-döntőre valónak (amit utólag már taktikai hibának tartott), ezért a Ha érteném, mit mond a szél című számot adták elő.[17][20]
- A táncdal kategóriában az elődöntőben versenyző Nagy Judit Major Tamás zsűrielnök közbenjárására nem jutott tovább. Adás után elárulta az énekesnőnek, azért döntött így, mert két héttel korábban hivatásos előadó lett (a Ki mit tud?-on csak amatőrök szerepelhettek).[21]